# العلاقات الأذربيجانية البوسنية
العلاقات الأذربيجانية البوسنية هي العلاقات الثنائية التي تجمع بين أذربيجان والبوسنة والهرسك.

## مقارنة بين البلدين
هذه مقارنة عامة ومرجعية للدولتين:
| وجه المقارنة                                              | أذربيجان        | البوسنة والهرسك                                             |
| --------------------------------------------------------- | --------------- | ----------------------------------------------------------- |
| المساحة (كم2)                                             | 86.60 ألف       | 51.20 ألف                                                   |
| عدد السكان (نسمة)                                         | 10.00 مليون     | 3.51 مليون                                                  |
| الكثافة السكانية (ن./كم²)                                 | 115.47          | 68.55                                                       |
| العاصمة                                                   | باكو            | سراييفو                                                     |
| اللغة الرسمية                                             | اللغة الأذرية   | اللغة البوسنوية، اللغة الكرواتية، اللغة الصربية             |
| العملة                                                    | مانات أذربيجاني | مارك بوسني                                                  |
| الناتج المحلي الإجمالي (بليون دولار)                      | 40.75 مليار     | 18.17 مليار                                                 |
| الناتج المحلي الإجمالي (تعادل القوة الشرائية) بليون دولار | 171.56 مليار    | 41.35 مليار                                                 |
| الناتج المحلي الإجمالي الاسمي للفرد دولار أمريكي          | 5.50 ألف        | 4.25 ألف                                                    |
| الناتج المحلي الإجمالي للفرد دولار أمريكي                 | 17.52 ألف       | 10.43 ألف                                                   |
| مؤشر التنمية البشرية                                      | 0.751           | 0.733                                                       |
| رمز المكالمات الدولي                                      | +994            | +387                                                        |
| رمز الإنترنت                                              | .az             | .ba                                                         |
| المنطقة الزمنية                                           | ت ع م+04:00     | توقيت وسط أوروبا، ت ع م+01:00، ت ع م+02:00، أوروبا/سراييفو ‏ |

## مدن متوأمة
في ما يلي قائمة باتفاقيات التوأمة بين مدن أذربيجانية وبوسنية:
- ترتبط باكو مع سراييفو باتفاقية توأمة منذ 1985.[14][14]

## منظمات دولية مشتركة
يشترك البلدان في عضوية مجموعة من المنظمات الدولية، منها:
| علم المنظمة | اسم المنظمة                               | تاريخ انضمام أذربيجان | تاريخ انضمام البوسنة والهرسك |
| ----------- | ----------------------------------------- | --------------------- | ---------------------------- |
|             | الاتحاد البريدي العالمي                   | ?                     | ?                            |
|             | يونسكو                                    | 3 يونيو 1992          | 2 يونيو 1993                 |
|             | البنك الدولي للإنشاء والتعمير             | 18 سبتمبر 1992        | 25 فبراير 1993               |
|             | وكالة ضمان الاستثمار متعدد الأطراف        | 23 سبتمبر 1992        | 19 مارس 1993                 |
|             | المركز الدولي لتسوية المنازعات الاستشارية | 18 أكتوبر 1992        | 13 يونيو 1997                |
|             | الاتحاد الدولي للاتصالات                  | 10 أبريل 1992         | 20 أكتوبر 1992               |
|             | مؤسسة التمويل الدولية                     | 11 أكتوبر 1995        | 25 فبراير 1993               |
|             | منظمة الشرطة الجنائية الدولية             | ?                     | ?                            |
|             | الأمم المتحدة                             | 2 مارس 1992           | 22 مايو 1992                 |
|             | منظمة الأمن والتعاون في أوروبا            | 30 يناير 1992         | 30 أبريل 1992                |
|             | مؤسسة التنمية الدولية                     | 31 مارس 1995          | 25 فبراير 1993               |
|             | منظمة حظر الأسلحة الكيميائية              | ?                     | ?                            |
|             | مجلس أوروبا                               | 25 فبراير 2001        | 24 أبريل 2002                |

## وصلات خارجية
- موقع وزارة الخارجية الأذربيجانية
- موقع وزارة الخارجية البوسنية